# نيكست ليفل
"نكيست ليفل" (بالانجليزية: Next Level) هي أغنية سجلتها فرقة الفتيات الكورية الجنوبية ايسبا. تم إصدارها في 17 مايو 2021. توصف الأغنية بأنها أغنية رقص وهيب هوب. الأغنية هي عن استمرار لقصة ايسبا من أغنيتهم المنفردة الأولى "بلاك مامبا"، تخبر رحلتهم إلى عالم كوانغيا الخيالي للبحث عن "الشر".
فور إصدارها تلقت "نكيست ليفل" اراء إيجابية من النقاد. الأغنية هي ثاني أعلى دخول للفرقة على مخطط بيلبورد لمبيعات الأغاني الرقمية، ودخولهم الثاني على مخطط بيلبورد العالمي 200، مما يجعل ايسبا ثالث فرقة فتيات كورية جنوبية تظهر على المخطط العالمي أكثر من مرة. حققت الأغنية العديد من الجوائز بحلول نهاية عامي 2021 و2022، وأبرزها أفضل أغنية كورية وأغنية العام في جوائز الموسيقى الكورية التاسعة عشرة، مما جعل ايسبا أول فرقة فتيات من شركة إس إم إنترتينمنت تفوز بأكثر من مرة ضمن الجوائز وثاني فرقة فتيات في تاريخ الجائزة تفوز بفئة "أغنية العام" بعد فرقة غيرلز جينيريشن في عام 2010.

## تعليقات النقاد
بعد إصدارها تلقت "نيكست ليفل" مراجعات مختلطة إلى إيجابية من نقاد الموسيقى. اعترف هاكيونغ كيت لي من إيه بي سي نيوز "بالشعبية المذهلة" للأغنية، موضحًا كذلك أن الأغنية "مدعومة بمفهوم فريد لهوية إيسبا وقصتهم". أشار هيو ماكنتاير من فوربس إلى ان الأغنية تساعد ايسبا "على الانضمام إلى نادي أنجح فرقة الفتيات من كوريا الجنوبية". في مراجعة فردية للأغنية، أشار الكاتب يوم دونغ جيو من IZM إلى "الراب المتطور" لـ كارينا وجيزيل في الأغنية، مشيدًا كذلك بصوت وينتر عالي النبرة الذي "ينشط الجسر، وينسج بسلاسة التكوين المتغير للأغنية".